# ملعب كارلوس ديتبورن
ملعب كارلوس ديتبورن (بالإنجليزية: Estadio Carlos Dittborn)‏ هو ملعب كرة قدم متعدد الأغراض يقع في أريكا، تشيلي، يتسع لـ 9,746 متفرج.

## التاريخ
افتتح الملعب في 15 أبريل 1962.